# ویت‌اشتوک
شهر ویت‌اشتوک/دوسه (به آلمانی: Wittstock/Dosse) در ایالت برندنبورگ در کشور آلمان واقع شده‌است.